# Eddie’s Attic
Eddie's Attic ist ein Club in Decatur, Georgia. Gegründet wurde dieser 1992 von Eddie Owen.
Der Club ist ein Treffpunkt von Musikern; Lokalen, Talentierten und Berühmten, die den Anfang ihrer Karriere in und um Atlanta nahmen. Shawn Mullins, Sugarland, Michelle Malone, Justin Bieber, Disappear fear, The Civil Wars und John Mayer hatten einen Auftritt in Eddie's Attic und bauten durch Auftritte in Atlanta ihre Fan-Gemeinde auf. Eddie's Attic ist Gastgeber von einem, mit einem 1000 $ dotierten Preis, zweimal jährlich stattfindenden
Songschreiber-Wettbewerb, dem Eddie's Attic Open Mic Shootout. Ehemalige Gewinner des Wettbewerbs waren John Mayer, Shawn Mullins, Clay Cook, Jennifer Nettles von Sugarland, Jennifer Daniels und The Brilliant Inventions.
Im März 2002, verkaufte Eddie Owen das Geschäft an Todd Van Sickle (den damaligen Ehemann von Sugarland-Mitglied Jennifer Nettles) der abermals im Juni 2005 das Geschäft an Bob Ephlin verkaufte.
Im November 2011 kaufte Konzert-Promoter Alex Cooley und sein Geschäftspartner Dave Mattingly, Eddie's Attic.